# Diego de Almagro (Chile)
Diego de Almagro (früher Pueblo Hundido) ist eine Stadt und Gemeinde in der Provinz Chañaral in der Región de Atacama in Chile. Bei der Volkszählung im Jahr 2017 hatte sie 13.925 Einwohner. Die Gemeinde erstreckt sich über eine Fläche von 18.663,8 km².
Im Jahr 2018 betrug die Zahl der in Diego de Almagro registrierten Unternehmen 127.

## Geschichte
Die Gemeinde Pueblo Hundido wurde offiziell am 19. August 1972 unter der Regierung von Salvador Allende gegründet. Am 13. April 1977 wurde der Name der Gemeinde offiziell durch Diego de Almagro ersetzt.
Im März 2015 wurde die Gemeinde von einem Sturm heimgesucht, der sich von Antofagasta bis Coquimbo erstreckte, was zu Überschwemmungen des Río Salado, Erdrutschen, isolierten Menschen aufgrund von Straßensperren, zerstörten Häusern, Obdachlosen und Vermissten sowie Strom- und Glasfaserausfällen führte. Präsidentin Michelle Bachelet erklärte in der gesamten Atacama-Region den verfassungsmäßigen Ausnahmezustand, woraufhin die Streitkräfte die Kontrolle über das Gebiet übernahmen.

## Bevölkerung
Laut der Volkszählung des Nationalen Statistikinstituts von 2002 hatte Diego de Almagro 18.589 Einwohner (10.031 Männer und 8558 Frauen). Davon lebten 17.674 (95,1 %) in städtischen Gebieten und 915 (4,9 %) in ländlichen Gebieten. Die Bevölkerung sank zwischen den Volkszählungen 1992 und 2002 um 32,4 % (8926 Personen). Im Jahr 2017 zählte man 13.925 Personen.